# Telkom-3S
Telkom-3S – indonezyjski satelita telekomunikacyjny, wystrzelony jako zastępczy satelita dla satelity Telkom-3, wyniesionego w sierpniu 2012 na bezużyteczną orbitę wskutek awarii górnego stopnia rakiety nośnej.

## Historia
W lipcu 2014 przedstawiciele firmy Thales Alenia Space ogłosili podpisanie kontraktu na dostawę satelity dla Telkom Indonesia, którego zadaniem będzie zwiększenie przepustowości dla łączności w paśmie C dla odbiorców na terenie Azji Południowo-Wschodniej, a także przekazywanie sygnału telewizyjnego w wysokiej rozdzielczości w paśmie Ku.
Satelita został wystrzelony 14 lutego 2017 z Gujańskiego Centrum Kosmicznego na pokładzie rakiety Ariane 5, wraz z satelitą Intelsat 32e.

## Dane techniczne
Satelita jest oparty na platformie Spacebus 4000-B2. Ładunkiem użytecznym satelity są 24 transpondery pasma C, 8 transponderów rozszerzonego pasma C oraz 10 transponderów pasma Ku. Zasilanie zapewniają 2 panele fotowoltaiczne generujące moc 6,3 kW. Żywotność satelity oszacowano na 15 lat.